# Universidade Nova de Buckinghamshire

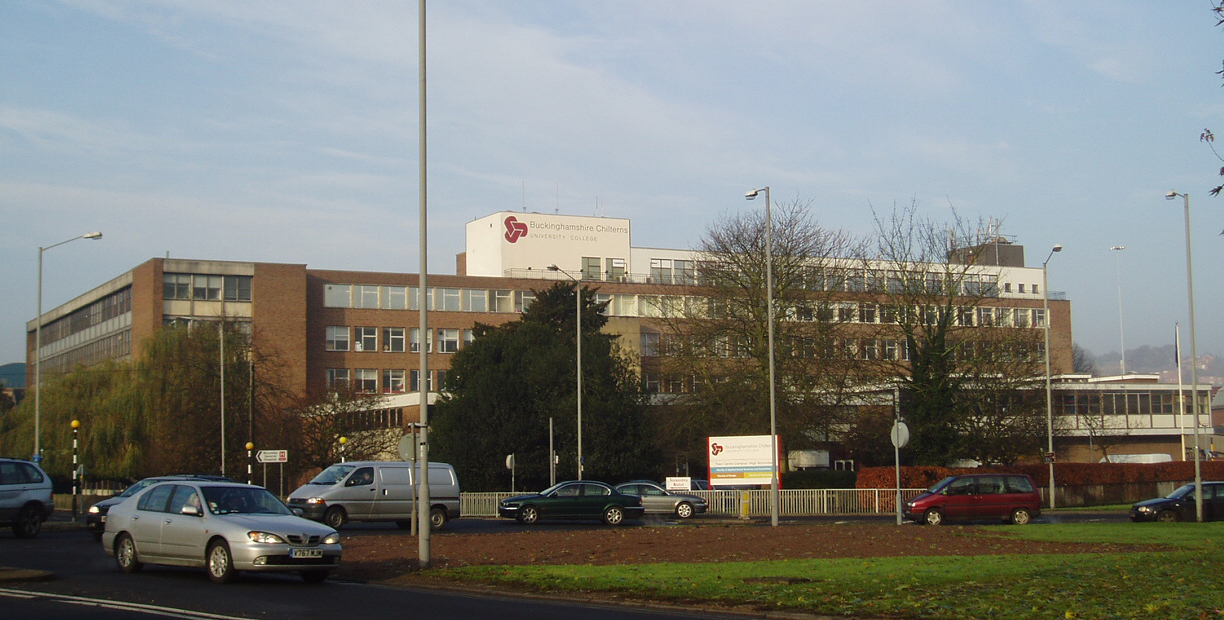

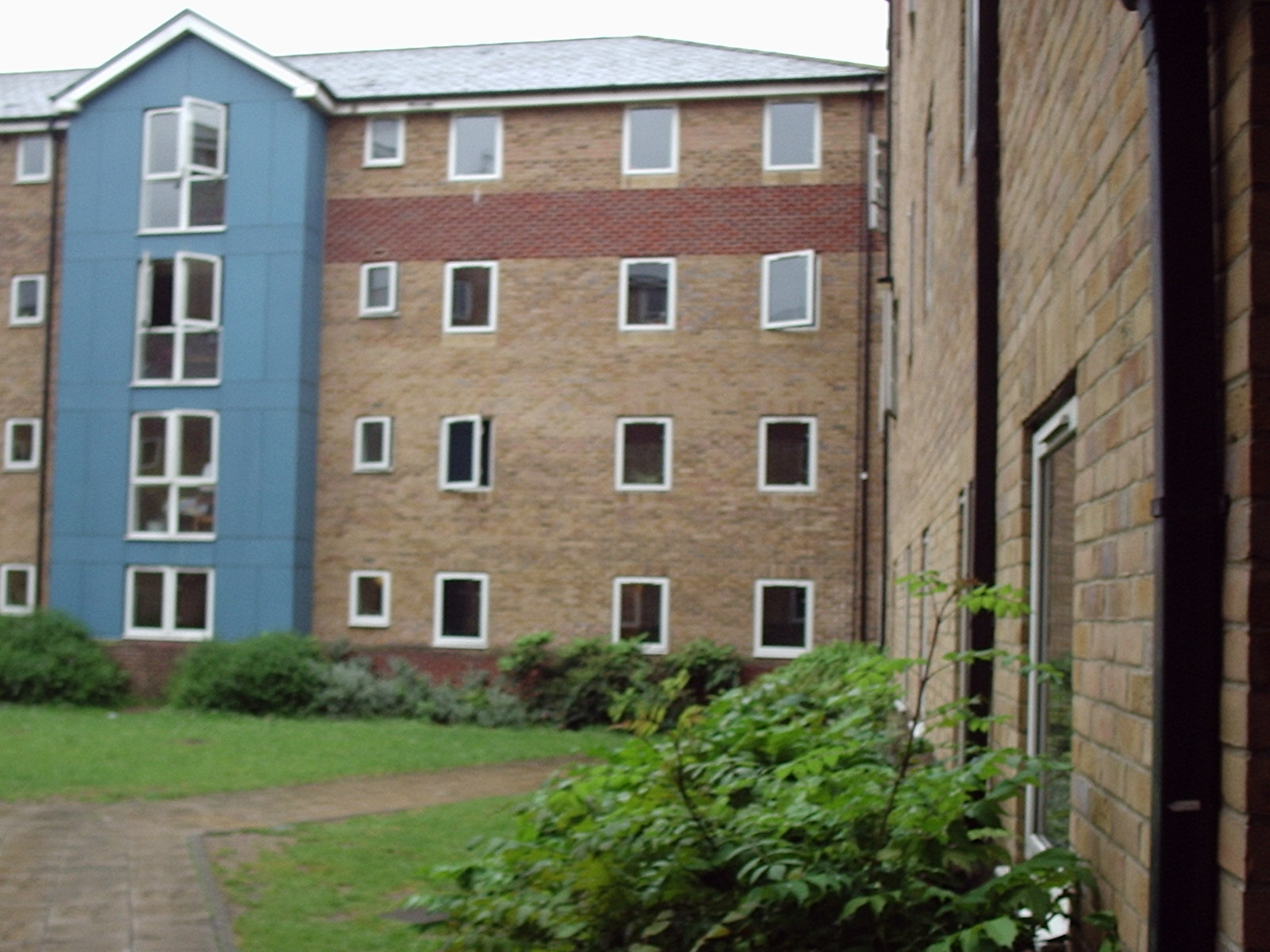
A residência universitária em Brook Street.

A Universidade Nova de Buckinghamshire (em inglês:  Buckinghamshire New University) é uma universidade pública do Reino Unido, situada em High Wycombe, condado de Buckinghamshire, sudeste de Inglaterra. Embora sucessora da escola de Ciências e Artes fundada em 1893 em High Wycombe, a instituição só tem o estatuto de universidade desde 2007.

## História

### Antecedentes
Em 1893 foi criada uma escola de Ciências e Artes em High Wycombe. A escola deveu a sua existência, pelo menos em parte, à taxa criada no final do século XIX sobre a cerveja e outras bebidas alcoólicas. Para compensar os donos de estabelecimentos já licenciados que foram forçados a fechar, foi criado um fundo, o qual cresceu de tal forma, que o parlamento concordou em disponibilizá-lo para fins educacionais.
Depois da Primeira Guerra Mundial, a escola começou a ministrar cursos destinados a ex-soldados e ex-marinheiros. Os veteranos eram formados numa série de atividades tradicionais, como marcenaria, entalhe, polimento, etc., para os ajudar a encontrar trabalho na indústria local. Em 1920 começaram a ser ministrados cursos de serralharia e carpintaria. A escola mudou então o seu nome para "Instituto Técnico de Wycombe".
Após a Segunda Guerra Mundial, a reabilitação de ex-combatentes fez crescer a procura de formação técnica, o que requereu o expansão imediata da escola. Foi então decidida a construção de uma nova escola superior na Estrada Rainha Alexandra. Estas instalações foram construídas ao longo de dez anos e foram oficialmente inauguradas pelo Ministro da Educação, Edward Boyle, em 6 de maio de 1963. O crescimento do High Wycombe College of Art and Technology, como era então designado, continuou. Em 1975 foi criado o Buckinghamshire College of Higher Education, juntando na mesma instituição a escola de High Wycombe e o Newland Park College of Education (Escola Superior de Educação de Newland Park), uma escola de formação de professores situada em Chalfont St Giles.
Na década de 1980 a escola adquiriu a Abadia de Great Missenden, fundada em 1133 na aldeia do mesmo nome. A antiga abadia foi restaurada após um incêndio ocorrido em 1985 e foi transformada no Centro de Gestão da Abadia de Missenden, inaugurado em maio de 1988 pelo Duque de Gloucester.
Em 1999 a instituição ganhou o estatuto de university college (uma espécie de faculdade autónoma, sem ligação a uma universidade, muito mais vocacionada para o ensino, nomeadamente de graus académicos mais baixos, do que para investigação), mudando então o seu nome para Buckinghamshire Chilterns University College.

### Universidade

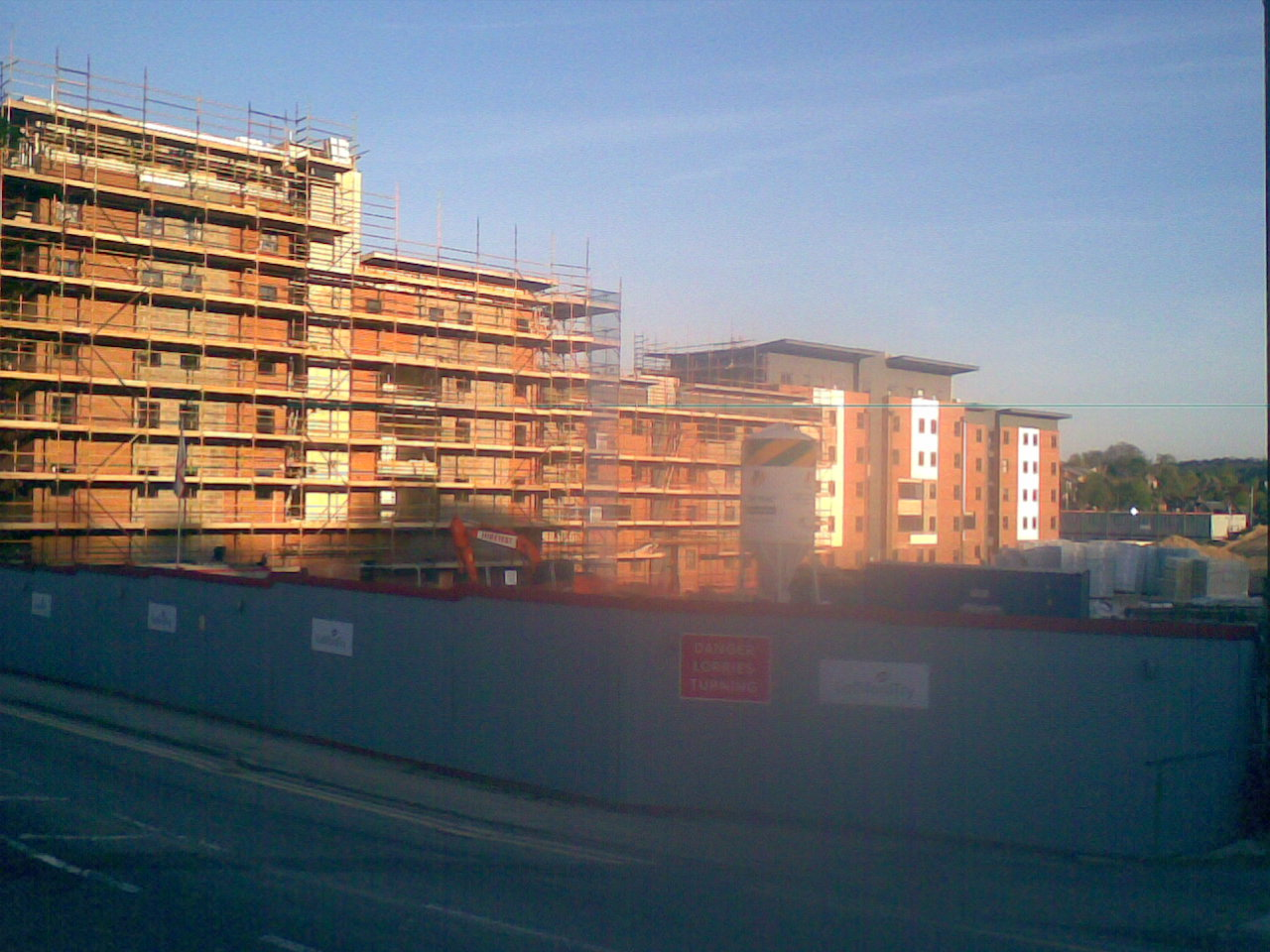
A residência universitária de Hughenden, finalizada em 2009.

Em 2007 a candidatura a universiade foi aprovada pelo Privy Council (Conselho Privado do Reino Unido). Os nomes "University of Wycombe", "University of High Wycombe", "High Wycombe University", "University of Buckinghamshire" e "Buckingham Chilterns University"   foram rejeitados e o que foi aprovado foi prontamente constestado pela Universidade de Buckingham por causa do uso do nome da região.
A Bucks, como é popularmente conhecida, tinha planos ambiciosos para consolidar os seus campi divididos numa estrutura construída de raiz perto de Hughenden Park, em High Wycombe, em terrenos que tinham sido  da CompAir, uma empresa de ar comprimido e sistemas de gás. No entanto, esses planos não avançaram e em vez disso o foi alargado o campus principal e os campi de Wellesbourne e Chalfont foram transferidos para High Wycombe. Foram também construídas duas residências universitárias em Hughenden Park.

## Campi

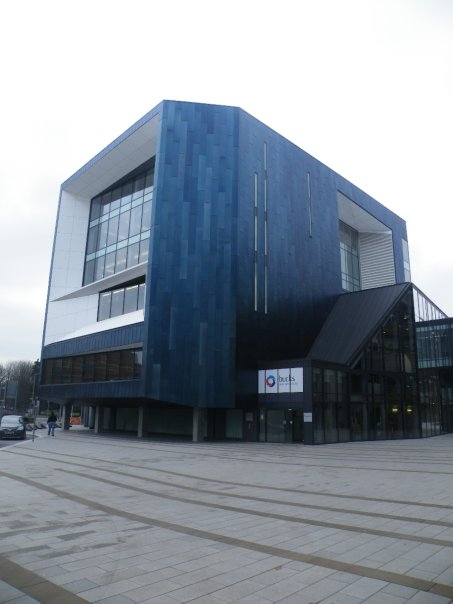
O "Edifício Gateway".

A universidade tem dois campi, um em High Wycombe e, desde 2009, outro em Uxbridge, um subúrbio do noroeste de Londres, onde funcionam os cursos de Enfermagem. Além dos dois campi, a universidade tem um espaço arrendado por cima do Centro Comercial Octagon, no centro de High Wycombe, onde funciona o departamento de Belas Artes. Em 2008 foram abandonados os campus de Newland Park (também conhecido como campus de Chalfont), perto de Little Chalfont, e o campus de Wellesbourne, perto de Hazlemere.
A universidade é accionista do complexo desportivo Adams Park e patrocina os clubes de futebol Wycombe Wanderers e London Wasps. O acordo de patrocínio oferece aos jogadores dos clubes frequentarem a universidade se o desejarem.